# افغانستان ۱۱
افغانستان '۱۱ (انگلیسی: Afghanistan '11) یک بازی ویدئویی استراتژیک نوبتی است که در سال ۲۰۱۷ توسط شرکت Every Single Soldier توسعه یافته و توسط Slitherine Software منتشر شده است. این بازی در دوران جنگ افغانستان در جریان است؛ بازیکن کنترل یک پایگاه عملیاتی پیش‌فرست آمریکایی را بر عهده دارد که وظیفه دارد مجموعه‌ای از روستاها را از طالبان تصرف کند، در حالی‌که Hearts and Minds مردم محلی را به دست می‌آورد و سپس کنترل منطقه را به ارتش ملی افغانستان منتقل می‌کند.

## گیم پلی

یک کامیون تدارکاتی آمریکایی که از کنار یک گشت طالبان می‌گذرد.

در بازی Afghanistan '11، بازیکن کنترل ارتش ایالات متحده را بر عهده دارد که منطقه‌ای تحت کنترل طالبان را تصرف می‌کند. بازی را می‌توان به صورت یک کمپین ۱۸ مرحله‌ای یا یک درگیری (Skirmish) تکی انجام داد.هر بازی ۶۰ نوبت طول می‌کشد و در نوبت ۵۰، ارتش ایالات متحده از منطقه خارج می‌شود و کنترل آن را به ارتش ملی افغانستان (ANA) واگذار می‌کند؛ ارتش ملی افغانستان تا این زمان توسط ایالات متحده آموزش داده شده و اکنون باید تا نوبت ۶۰ از آن دفاع کند. بازیکن در صورتی برنده می‌شود که کنترل منطقه را حفظ کند و امتیاز Hearts & Minds (H&M) او در پایان همه نوبت‌ها بالای ۵۰ باشد.
امتیاز H&M را می‌توان با خنثی‌سازی بمب‌های دست‌ساز (IEDs)، ارائه کمک‌های بشردوستانه، ساخت زیرساخت‌ها و شبکه‌های آبرسانی و از بین بردن طالبان افزایش داد. این امتیاز زمانی کاهش می‌یابد که غیرنظامیان کشته شوند، یا زمانی که طالبان به روستاها حمله کرده و زیرساخت‌های ایالات متحده را نابود کنند. با افزایش امتیاز H&M، مردم محلی بیشتر تمایل پیدا می‌کنند که اطلاعاتی در مورد طالبان در اختیار بازیکن قرار دهند. برای مستقر کردن واحدهای جدید، بازیکن از امتیازات سیاسی (Political Points) استفاده می‌کند که نشان‌دهنده حمایت داخلی از جنگ است. این امتیازات زمانی به دست می‌آیند که طالبان در جنگ شکست بخورند، اما زمانی که واحدهای ایالات متحده کشته شوند، کاهش می‌یابند. نابود کردن مزارع خشخاش که توسط طالبان برای کشت خشخاش استفاده می‌شود، نیز امتیازات سیاسی را افزایش می‌دهد و طالبان را تضعیف می‌کند، اما به قیمت کاهش امتیاز H&M تمام می‌شود.
بازی همچنین شامل رویدادهای تصادفی است، مانند فرار یک واحد از ارتش ملی افغانستان (ANA) یا یک حمله هوایی که به‌طور تصادفی به یک بیمارستان آسیب می‌زند، که منجر به افزایش موقت هزینه حملات هوایی می‌شود.

## توسعه
این بازی دنباله معنوی بازی Vietnam '65 است، این بازی توسط یوهان ناگل، سرباز سابق اهل آفریقای جنوبی طراحی شده است؛ کسی که در دوران خدمت نظامی‌اش تجربهٔ مقابله با شورش را داشته است.
در تاریخ ۶ سپتامبر ۲۰۱۸، بسته الحاقی افغانستان ۱۱: تفنگداران سلطنتی منتشر شد، که بر روی واحد نظامی بریتانیا با همین نام تمرکز دارد و ده مأموریت جدید به بازی اضافه می‌کند و وسایل نقلیه جدیدی را نیز به آن اضافه می‌کند. همچنین، یک مکانیک جدید در گیم‌پلی به صورت وسایل نقلیه غیرنظامی معرفی می‌شود که برخی از آن‌ها حاوی خودروی انفجاری هستند.
در سال ۲۰۱۸، بازی افغانستان '۱۱ از اپ استور (آی‌اواس) حذف شد زیرا «یک دولت خاص یا موجودیت واقعی دیگر را به عنوان دشمنان نمایش می‌داد.» این حذف مورد انتقاد قرار گرفت و گفته شد که منطقی نیست، زیرا بسیاری از بازی‌های تاریخی دیگر، مانند Twilight Struggle و Civilization VI، اجازه داشتند که در فروشگاه باقی بمانند در حالی که آن‌ها نیز دشمنان واقعی را به تصویر می‌کشیدند. شرکت Slitherine در پاسخ اظهار داشت که «احتمالاً افغانستان '۱۱ تنها بازی جنگی است که در آن کشتن دشمن هدف اصلی بازی نیست.»

## بازخورد
GameWatcher به بازی نمره ۷٫۵ از ۱۰ داده و بهبودهای گرافیکی را نسبت به Vietnam '65 و تنوع واحدها مورد اشاره قرار داد. با این حال، انتقاداتی نیز وارد کرده و اشاره کرده که وجود باگ‌ها، رابط کاربری که به درستی توضیح نمی‌دهد و عدم عمق در برخی جنبه‌های گیم‌پلی، مانع از موفقیت بیشتر بازی شده است.
Rock Paper Shotgun به بازی Afghanistan '11 عنوان «به طرز غم‌انگیزی درخشان» داده و از لحن و گیم‌پلی آن ستایش کرده است؛ اما انتقاداتی نیز وارد کرده است، مانند این که فقط یک فایل ذخیره برای هر حالت بازی وجود دارد و گزینهٔ لغو (Undo) در نظر گرفته نشده است. همچنین برخی از «آزارهای کوچک» را مانند عدم توانایی در دادن دستورها به هلیکوپترها تا زمانی که در حال پرواز نباشند، یادآوری کرده است.
Vice این بازی را «شاداب» برای تفاوتش با بسیاری از همتایانش توصیف کرده است، اما استدلال کرده که نسبت به Vietnam '65 ضعیف‌تر است و به این نکته اشاره کرده که ماموریت‌ها خیلی طولانی و بسیار شبیه به یکدیگر هستند.
Quarter to Three به بازی Afghanistan '11 نمره کامل ۵ ستاره داد و تغییرات تاریخی دقیقی را در گیم‌پلی و استراتژی نسبت به Vietnam '65 ستایش کرد. در مقایسه، در حالی که Wargamer نیز به‌طور مثبت دربارهٔ این بازی صحبت کرد، انتقادی نسبت به رویکرد بازی به مبارزه با شورش داشت: «استراتژی ایالات متحده مبنی بر «ساخت زیرساخت، بازدید از روستاها تا زمانی که افراد بد از بین بروند» به طور کامل در بازی‌های ناگل به عنوان یک روش کاملاً کارآمد مدل‌سازی شده است، با وجود این که جنگ‌های عمده آمریکایی که به شدت به این استراتژی اتکا داشتند، هیچ‌یک از موفقیت‌های چشمگیری برخوردار نبوده‌اند.»